# Luca Vettori

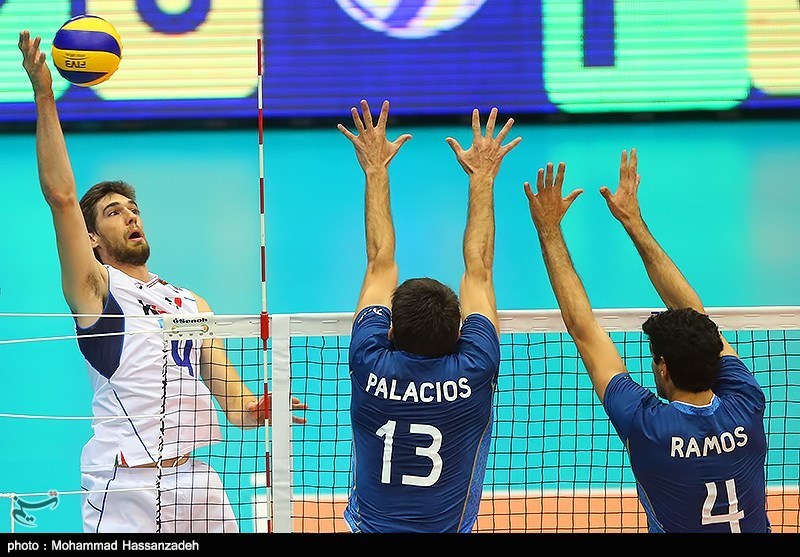
Luca Vettori podczas ataku z jednej z akcji meczu Włochy-Argentyna w Lidze Światowej 2016

Luca Vettori (ur. 26 kwietnia 1991 w Parmie) – włoski siatkarz, reprezentant kraju, grający na pozycji atakującego. 
Na początku sierpnia 2023 roku poinformował, że kończy siatkarską karierę.

## Sukcesy klubowe
Mistrzostwo Włoch:
- 2009, 2016
- 2008, 2013, 2015
- 2014

Puchar Challenge:
- 2013

Puchar Włoch:
- 2014, 2015, 2016

Superpuchar Włoch:
- 2015, 2016

Klubowe Mistrzostwa Świata:
- 2018

Puchar CEV:
- 2019

## Sukcesy reprezentacyjne
Liga Światowa:
- 2013, 2014

Mistrzostwa Europy:
- 2013
- 2015

Puchar Wielkich Mistrzów:
- 2017
- 2013

Puchar Świata:
- 2015

Igrzyska Olimpijskie:
- 2016

## Nagrody indywidualne
- 2009: Najlepszy punktujący Mistrzostwa Świata Kadetów
- 2013: Najlepszy atakujący Mistrzostw Europy[6]
- 2015: MVP Superpucharu Włoch
- 2015: MVP Pucharu Włoch